# Grünau-Mitte

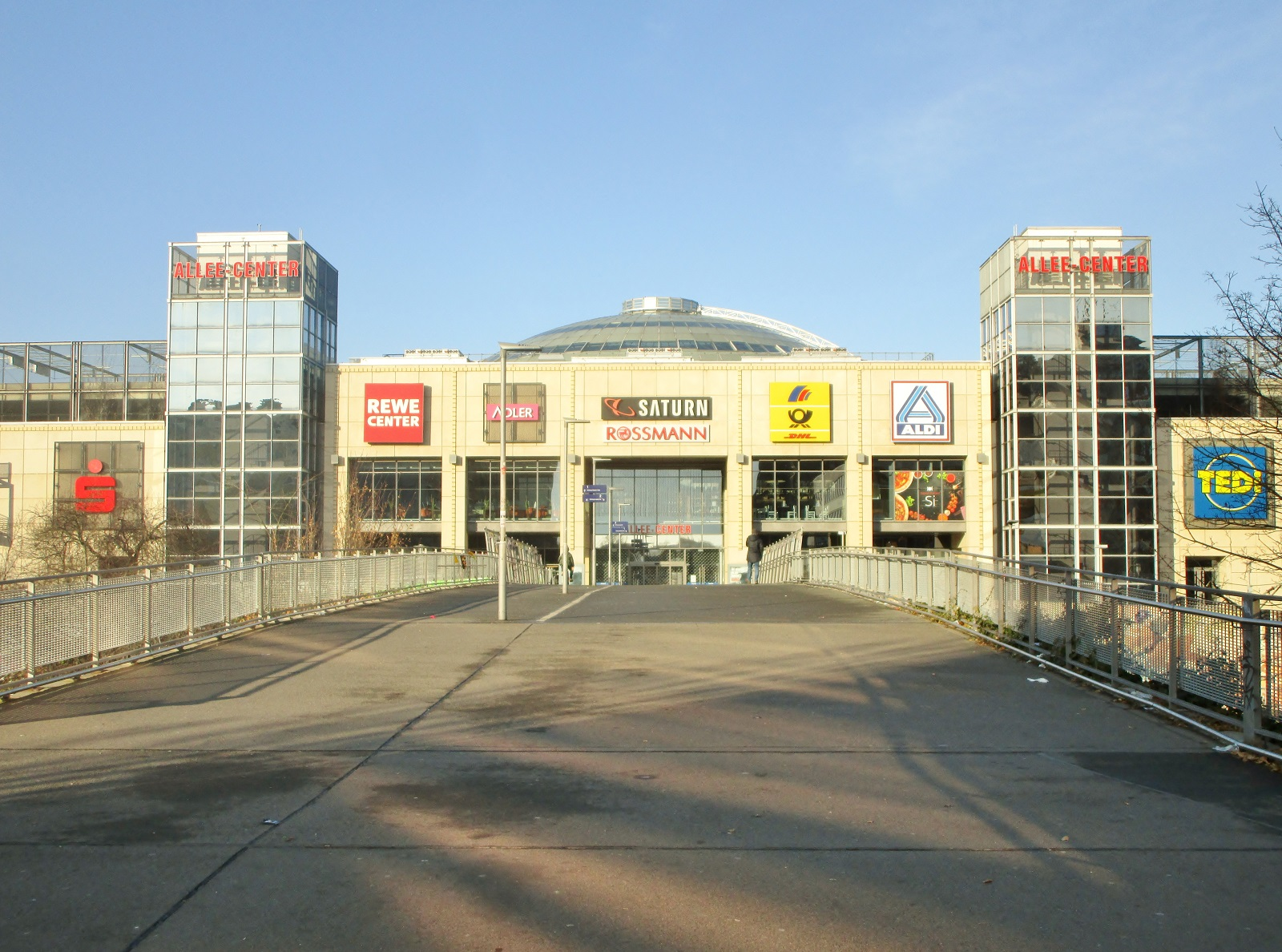
Allee-Center

Grünau-Mitte ist nach der kommunalen Gebietsgliederung von 1992 ein Ortsteil von Leipzig und gehört zum Stadtbezirk West. Es bildet die Mitte der Großsiedlung Grünau und hat eine hohe bauliche Dichte.

## Lage
Grünau-Mitte liegt sieben Kilometer südwestlich der Leipziger Innenstadt. Es grenzt, vom Norden angefangen im Uhrzeigersinn, an die Ortsteile Schönau, Grünau-Ost, Kleinzschocher sowie Grünau-Siedlung. Im Norden erstreckt sich der Ortsteil bis an die Lützner Straße, im Westen an die Kiewer Straße, im Süden an die Ratzelstraße, im Osten an die Schönauer Straße. Die Höhe beträgt etwa 120 Meter über Null, die höchste Erhebung ist der Kirschberg, ein begehbarer Endmoränenhügel, mit 127 Metern. Die S-Bahn-Linie durchquert Grünau-Mitte in West-Ost-Richtung und teilt es in einen nördlichen und einen südlichen Bereich.

## Geschichte
Südlich der S-Bahn liegt der Wohnkomplex 4. Baubeginn war 1980. Nördlich der S-Bahn liegt der Wohnkomplex 5.2 (Baubeginn: 1984). Vorher gab es auf den Flächen des heutigen Ortsteiles Grünau-Mitte, die zur Gemarkung des 1930 nach Leipzig eingemeindeten Dorfes Schönau und zur Pötzschker Mark gehörten, nur Landwirtschaft. Die Lützner Straße im Norden des Ortsteils befindet sich seit 1793 in dieser Lage und war die Alte Lützner Land- und Heerstraße von Leipzig nach Lützen und weiter nach Weißenfels. Parallel verlief die Alte Salzstraße südlich der erst mit dem Bau der Großsiedlung angelegten S-Bahn-Trasse.

## Ortstypik
Die beiden Wohnkomplexe bilden mit der Stuttgarter Allee und dem 1996 eröffneten Allee-Center das Zentrum der Großsiedlung Grünau (daher die Bezeichnung Grünau-Mitte). Im Gegensatz zu den östlich liegenden Wohnkomplexen 1 bis 3 (dem heutigen Ortsteil Grünau-Ost) ist die städtebauliche Struktur von Grünau-Mitte vielfach von Großstrukturen – elfgeschossigen Wohn-Plattenbauten – gekennzeichnet. Ebenfalls sind hier nördlich der S-Bahn-Trasse in der Stuttgarter Allee (vormals Wilhelm-Pieck-Allee) das PEP-Zentrum und das Allee-Center mit großflächigem Einzelhandel angesiedelt. Im südlichen Bereich der Stuttgarter Allee wurde der Kreuzungsbereich mit der Alten Salzstraße 2003 zu einem Markt für die ganze Großsiedlung umgestaltet. Hier liegen auch das 1999 eröffnete Sport- und Freizeitbad Grünauer Welle und der Offene Freizeittreff Völkerfreundschaft, der nach den Plänen der Stadt zu einem Bildungs- und Bürgerzentrum mit einer Stadtteilbibliothek ausgebaut werden soll. Gleich bei der Grünauer Welle befinden sich auch der Kletterfelsen K4, der aus Platten abgerissener Gebäude errichtet wurde, und Sportplätze, die öffentlich genutzt werden.
Die baulichen Strukturen von Grünau-Mitte sind im Vergleich zu Grünau-Ost von einem deutlich größeren Bestand heute noch unsanierter Gebäude gekennzeichnet. Gleichzeitig erlaubt die durch S- und Straßenbahn gute Anbindung an die Kernstadt modernes, urbanes Wohnen zu günstigen Mietkonditionen. Die westlich im WK 5.2 gelegenen sechsgeschossigen Blockstrukturen können nach dem Integrierten Stadtteilentwicklungskonzept STEK 2030 auch in andere Wohnsegmente (z. B. kleinteilige Bebauung) entwickelt werden und dabei von der Nähe zu den Versorgungseinrichtungen im Ortsteil und der guten Infrastruktur profitieren. Im Konzept heißt es, dass erste Überlegungen hierzu seitens der vor Ort agierenden Wohnungsmarktakteure (Eigentümergesellschaften) bereits existieren. Im östlichen Teil des WK 5.2 entsteht in der Offenburger Straße ein Seniorenwohnstandort. Das Einwohnerwachstum der letzten Jahre soll dabei auch insbesondere darauf zurückzuführen sein, dass einige Wohnungsunternehmen die Vergabe von Wohnungen an Flüchtlinge forcieren. In Grünau-Mitte konzentriert sich zudem, insbesondere aufgrund des günstigen, unsanierten Wohnraumes, ein besonders hoher Anteil an Arbeitslosen und SGB II-Leistungsempfängern. Diese Anteile liegen deutlich über dem städtischen Durchschnitt. Die Kriminalitätszahlen rund um die Stuttgarter Allee sind ein weiteres Indiz dafür, dass Grünau-Mitte der sozial problematischste Teil Grünaus ist.

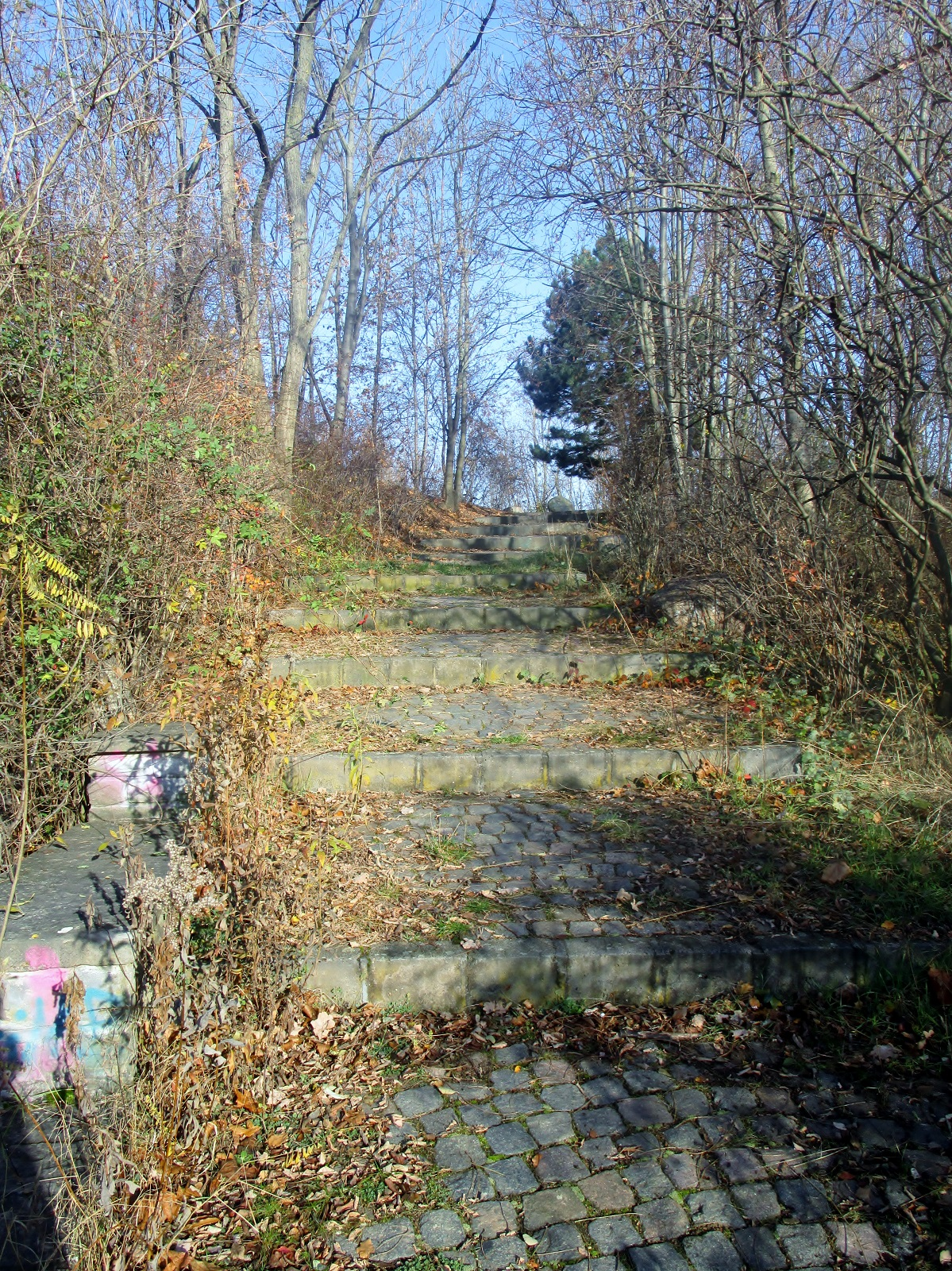
Aufgang zum Kirschberg
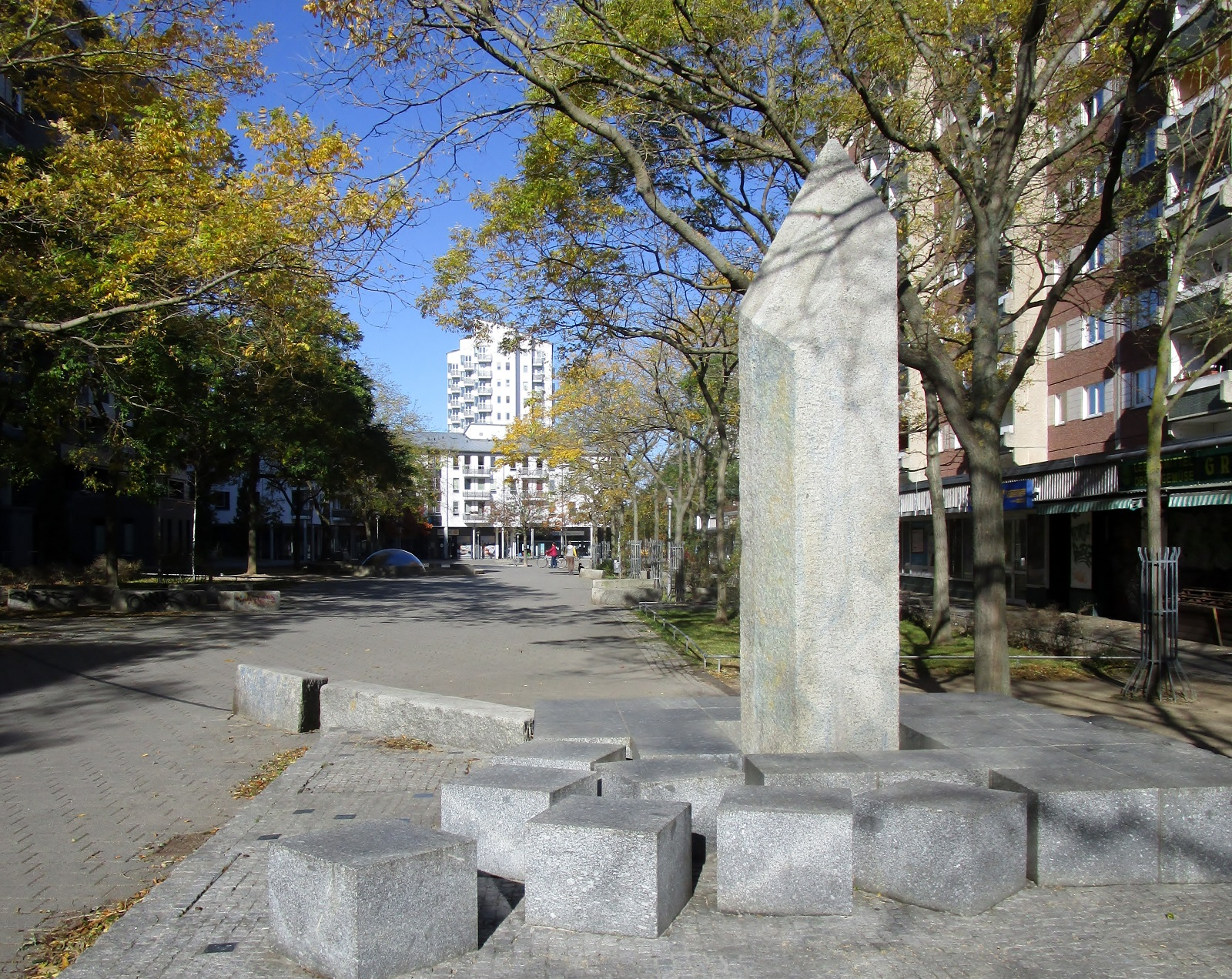
Stuttgarter Allee, nördlicher Teil
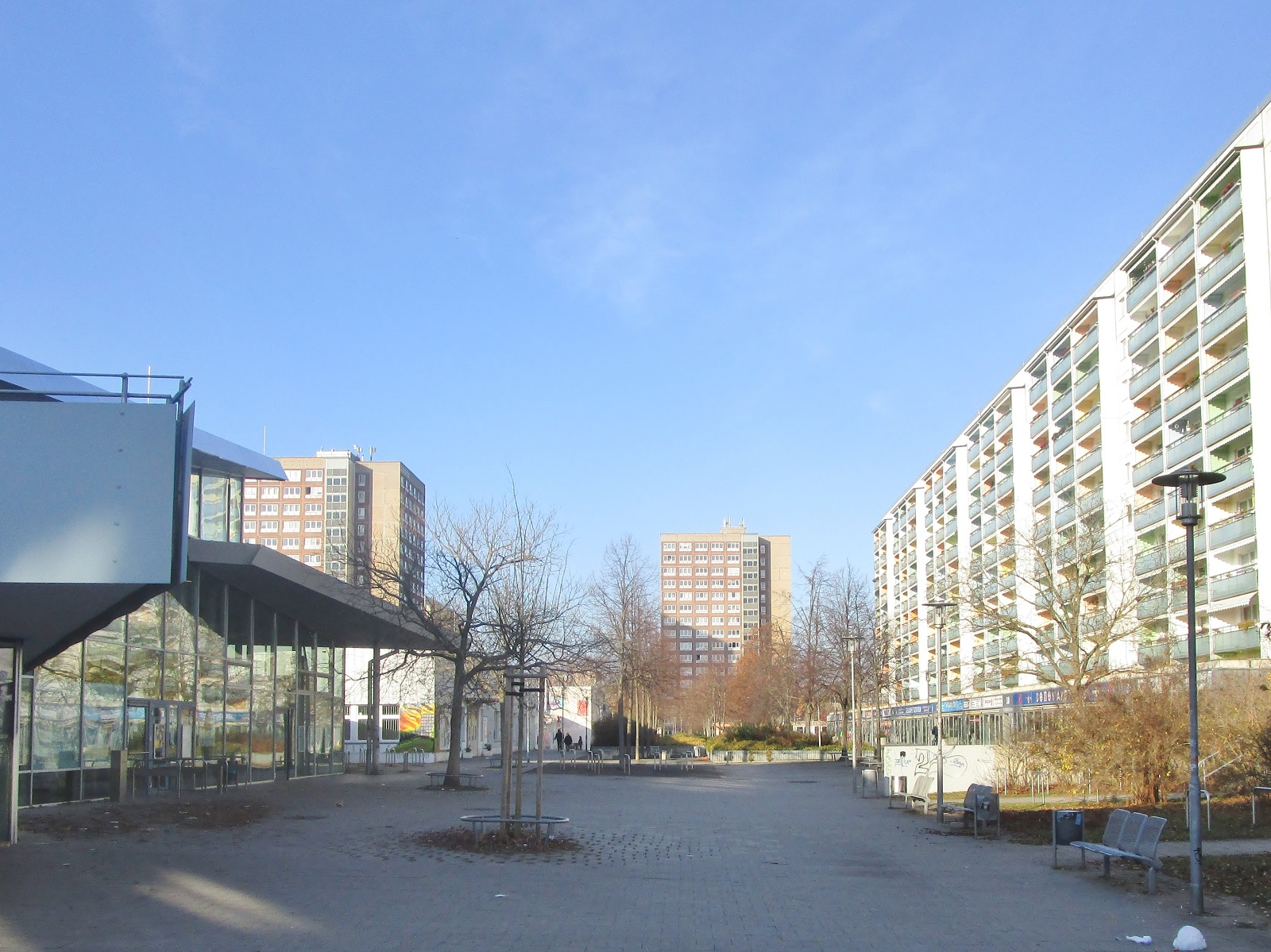
Stuttgarter Allee mit Grünauer Welle (links)
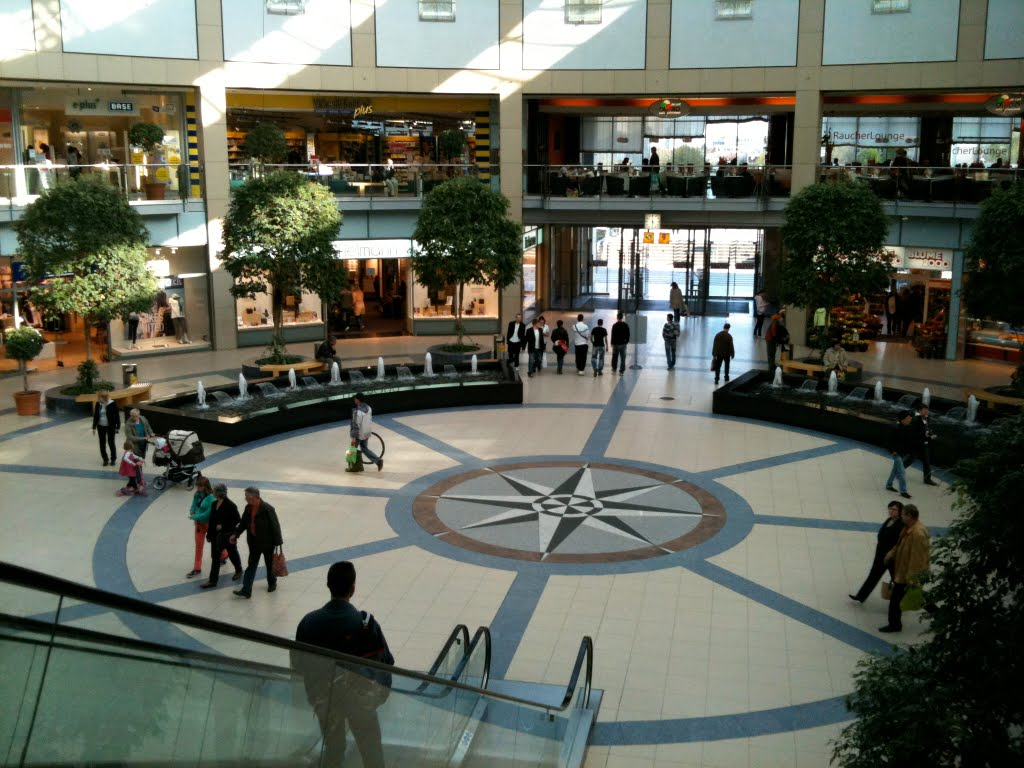
Allee-Center, Kuppelbereich
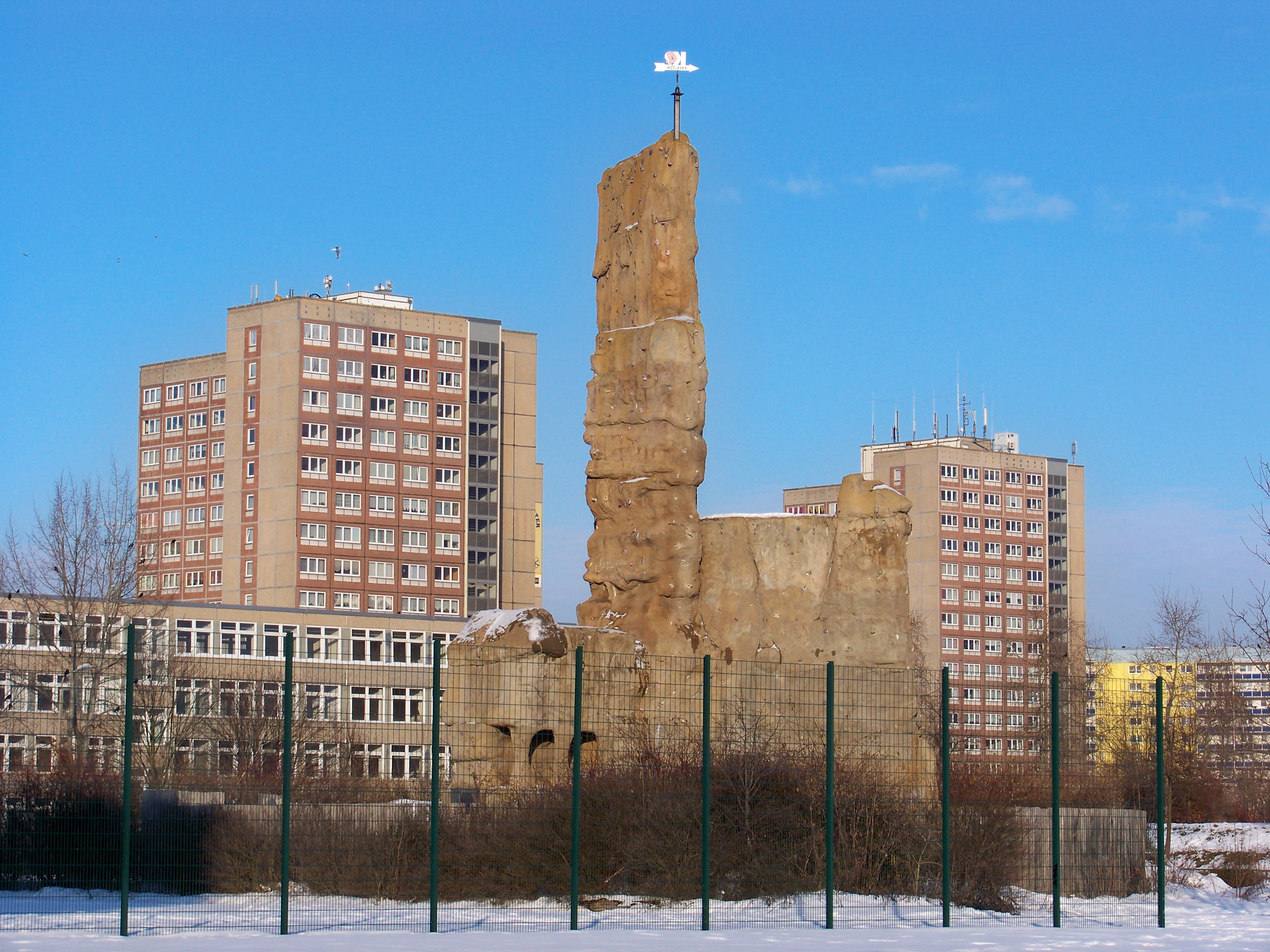
Kletterfelsen K4

## Bevölkerung
| Jahr | Einwohner |
| ---- | --------- |
| 2000 | 14.727    |
| 2005 | 12.297    |
| 2010 | 11.736    |
| 2015 | 12.306    |
| 2020 | 13.459    |
| 2024 | 14.046    |

Stand: 31.12. des jeweiligen Jahres
Laut Ortsteilkatalog 2018 des Amtes für Statistik und Wahlen fällt bei der Betrachtung der statistischen Bevölkerungsdaten insbesondere auf, dass in Grünau-Mitte die Gruppe der 20- bis 40-Jährigen unterrepräsentiert ist. Der Migrantenanteil liegt 2021 bei 29,0 % und ist damit deutlich höher als in der Gesamtstadt. Der Studierendenanteil wiederum weicht um 8,1 Prozentpunkte nach unten ab. Der um 15 Prozentpunkte nach unten abweichende Beschäftigtenanteil korreliert mit einem um 16,3 Prozentpunkte erhöhten Anteil von SGB-II-Leistungsempfängern.
Auffällig ist auch der Body-Mass-Index der Einwohner von Grünau-Mitte. Nach der Kommunalen Bürgerumfrage von 2017 haben hier 41 % Übergewicht und weitere 28 % Adipositas.
Über eine Laufzeit von fünf Jahren (2015–2019) wurde zur Gesundheitsförderung im Stadtteil vom Gesundheitsamt der Stadt Leipzig gemeinsam mit der Universitätsklinik und Poliklinik für Kinder- und Jugendmedizin, der Hochschule für Technik, Wirtschaft und Kultur Leipzig sowie der AOK PLUS das Projekt Grünau bewegt sich durchgeführt.

## Politik
Die Wahlbeteiligung in Grünau-Mitte ist deutlich geringer als die in Leipzig insgesamt (Bundestagswahl 2021: 61,2 %). Im Vergleich zum Bundestagswahlkreis Leipzig II (Wahlkreis 153), zu dem Grünau-Mitte gehört, wurde folgendes Ergebnis erzielt:
| Partei        | CDU  | LINKE | AfD  | SPD  | Grüne | FDP | Sonstige |
| Grünau-Mitte  | 15,5 | 14,6  | 21,1 | 26,6 | 5,9   | 6,9 | 9,5      |
| Wahlkreis 153 | 13,1 | 14,7  | 11,2 | 20,9 | 21,3  | 9,7 | 9,1      |

Stärkste Partei in Grünau-Mitte wurde die SPD, mit einem im Vergleich zum Wahlkreis ausgesprochen guten Ergebnis. An zweiter Stelle lag die AfD, die in Grünau-Mitte fast doppelt so hoch wie im Durchschnitt des Wahlkreises abschnitt. Ein äußerst unterdurchschnittliches Ergebnis erzielten die Grünen. Schwach waren auch die FDP, während die CDU und die LINKE in Grünau-Mitte in etwa ihr Wahlkreisergebnis erreichten.
Bei Wahlen zum Sächsischen Landtag gehört Grünau-Mitte zum Wahlkreis Leipzig 5.

## Kunst im öffentlichen Raum
In Grünau-Mitte ist einige Kunst im öffentlichen Raum aus den 1980er Jahren zu finden. Im Einzelnen sind zu nennen:
- Sonnenuhr Der Hahn ruft aus Sandstein und Bronze, von Hartmut Klopsch (1985)
- Plastisches Stillleben Freizeit und Erholung von Peter Schremmer (1986)
- Plastik aus Naturstein Postmeilensäule Alte Salzstraße als älteste Handelsstraße zur Stadt Leipzig von Hans-Joachim Förster (1987)
- Dreidimensionale Plastik aus Edelstein und Naturstein Dynamische Formen von Karl-Heinz Steinbrück und der KPG "neue form" (1988), damals genannt Arbeitersport – eine Form des Klassenkampfes, im Volksmund einfach: Schnürsenkel

Die letztgenannte Plastik steht im Kreuzungsbereich der Alten Salzstraße mit der Stuttgarter Allee, also dort, wo ursprünglich ein Wilhelm-Pieck-Monument geplant war, aber nicht zur Ausführung kam.
Siehe auch:
- Liste der Kulturdenkmale in Grünau (Leipzig)

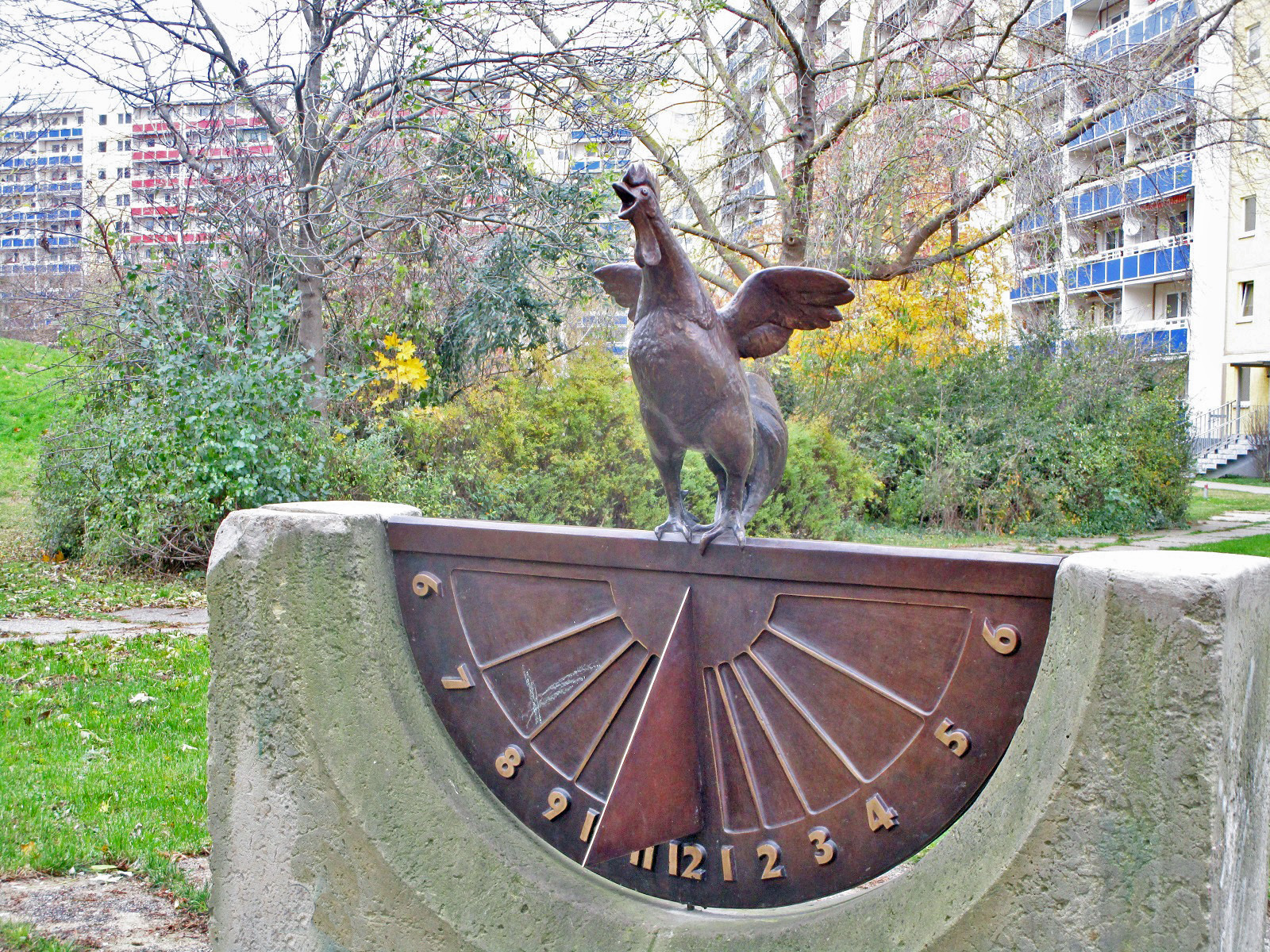
Sonnenuhr „Der Hahn ruft“
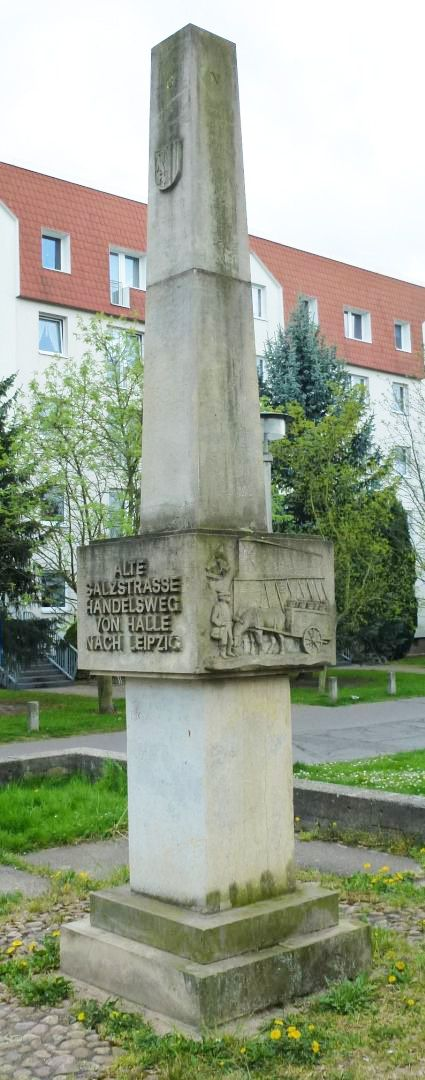
Stilisierte Salzstraßensäule
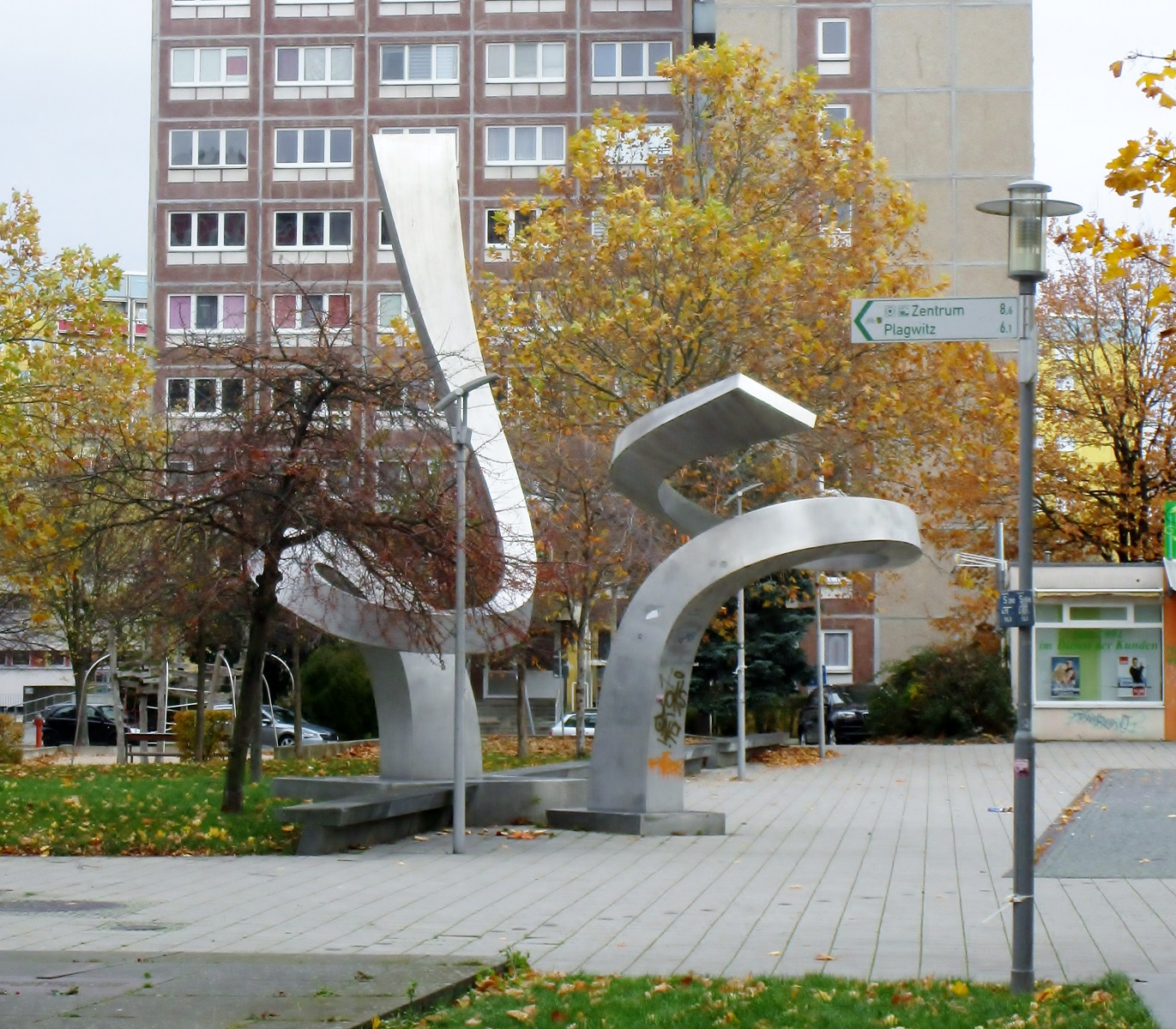
Im Volksmund: „Schnürsenkel“

## Verkehr

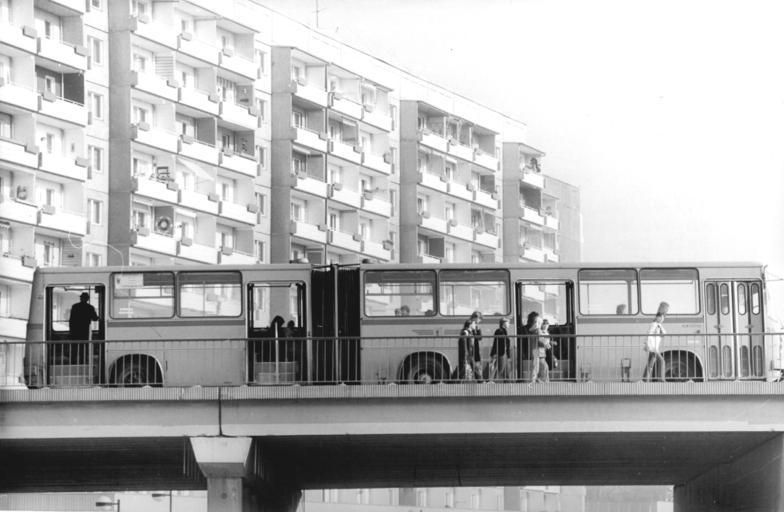
Omnibus in Grünau-Mitte (1983)

Grünau-Mitte ist mit den beiden S-Bahn-Haltepunkten Allee-Center und Karlsruher Straße (vormals Ho-Chi-Minh-Straße) gut an das Streckennetz der Mitteldeutschen S-Bahn angebunden. Beide Stationen liegen an der Bahnstrecke Leipzig-Plagwitz–Leipzig Miltitzer Allee.
In der Lützner Straße am nördlichen Rand des Ortsteils verkehren die beiden Straßenbahnlinien 8 und 15, in der Ratzelstraße am südlichen Rand die Straßenbahnlinien 1 und 2. Mehrere Buslinien verkehren durch die Schönauer Straße am östlichen Rand.
Aufgrund des guten Angebots werden 71 % der Wege in die Innenstadt mit öffentlichen Verkehrsmitteln zurückgelegt. Die Pkw-Quote ist im Vergleich zum Leipziger Durchschnitt mit 264 Pkw je 1000 Einwohnern in Grünau-Mitte ausgesprochen niedrig.
Die Stuttgarter Allee führt mittig durch Grünau-Mitte in Nord-Süd-Richtung, die Alte Salzstraße in West-Ost-Richtung. Beide Straßen dienen vorrangig dem Fahrrad- und Fußgänger-Verkehr.
Die Alte Salzstraße ist insgesamt mehrere Kilometer lang und verbindet Grünau-Mitte mit anderen Leipziger Ortsteilen. Auf dem Stück in Grünau-Mitte wurde 2016 der Imagefilm Wir sind Grünau gedreht. Er wurde von dem Leipziger soziokulturellen Zentrum Die Villa mit zahlreichen Akteuren aus Grünau produziert. Im Abspann werden über 40 Vereine und Einrichtungen genannt, die mitwirkten.

## Straßennamen
In Grünau-Mitte wurde mit Beschluss Nummer 352/91 der Leipziger Stadtverordnetenversammlung vom 19. November 1991 eine ganze Reihe von Straßen nach Städten und Regionen in Baden-Württemberg benannt. Im Einzelnen wurden umbenannt:
- die Wilhelm-Pieck-Allee (seit 26. Oktober 1977) in Stuttgarter Allee
- die Ho-Chi-Minh-Allee (seit 13. Februar 1980) in Karlsruher Allee
- die Straße der Aktivisten (seit 21. April 1982) in Ulmer Straße
- die Straße der Waffenbrüderschaft (seit 21. April 1982) in Heilbronner Straße
- die Straße der Jugend (seit 1. März 1978) in Mannheimer Straße
- die Spartakusstraße (seit 21. April 1982) in Heidelberger Straße
- die Straße der Völkerfreundschaft (seit 21. April 1982) in Offenburger Straße
- die Straße der Solidarität (seit 21. April 1982) in Ludwigsburger Straße
- die Straße der Bauarbeiter (seit 1. März 1978) in Breisgaustraße

Die Straßennamen wurden 1991 als kommunistisch und damit überholt empfunden. Zur Spartakusstraße hieß es in der Beschlussvorlage, dass „die Umbenennung vorgeschlagen wird, da der Name mit dem Vorgänger der KPD, dem Spartakusbund, in Verbindung gebracht wird“. Nur die Straßen Am Kirschberg (seit 21. April 1982), die Alte Salzstraße (seit 1. März 1978), die Ringstraße (seit 1. März 1978), die Potschkaustraße (seit 1. März 1978, benannt nach der Pötzschker Mark), die Schönauer Straße (nach Straßenbenennungen 1896, 1927 und 1977), die Ratzelstraße (Beschlüsse 1908 und 1977), die Lützner Straße (seit 26. Oktober 1977) und die Kiewer Straße (seit 26. Oktober 1977) behielten ihre Namen.

## Schulen
2017 gab es in Grünau-Mitte zwei Grundschulen, eine Oberschule und eine Förderschule. Nach jahrelangem Sanierungsstau werden diese jetzt im hohen Tempo saniert. Zuletzt (2021) wurde ein Plattenbau-Schulgebäude als Lichtenberg-Gymnasium reaktiviert und komplett erneuert. Das Lichtenberg-Gymnasiums ist neben der Max-Klinger-Schule im Ortsteil Grünau-Nord das zweite Gymnasium in Grünau.

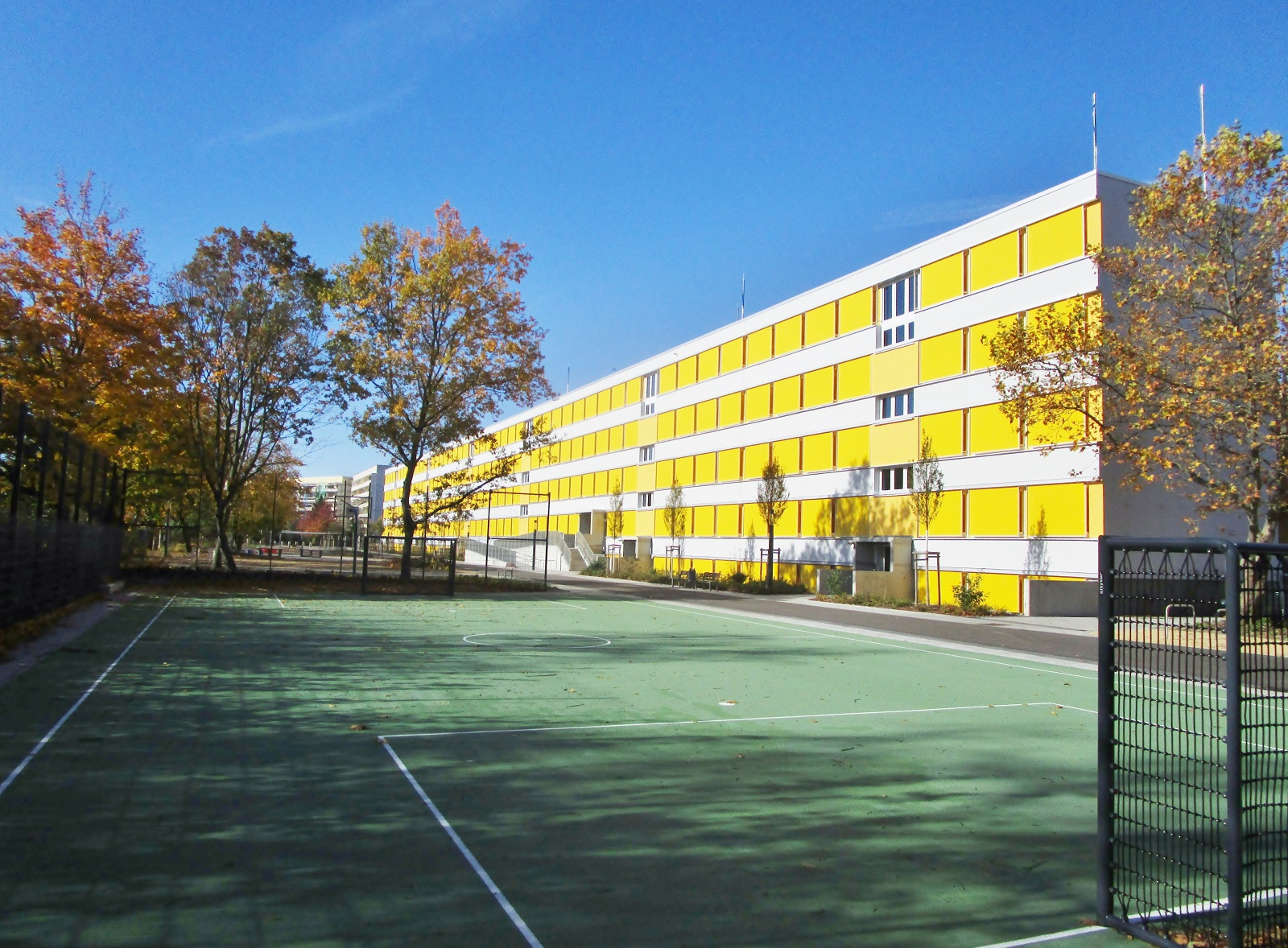
85. Schule (Grundschule)
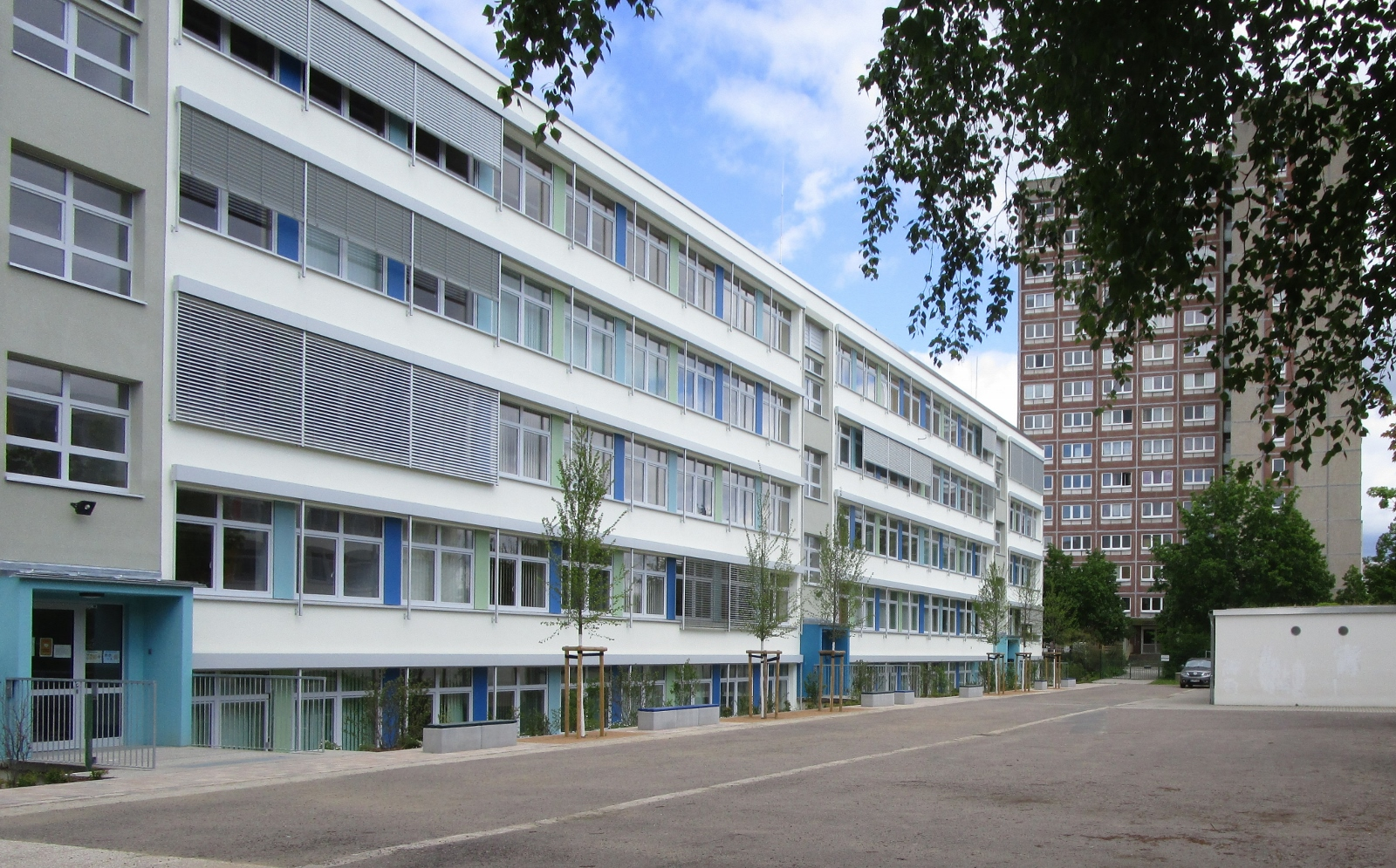
84. Schule (Oberschule)
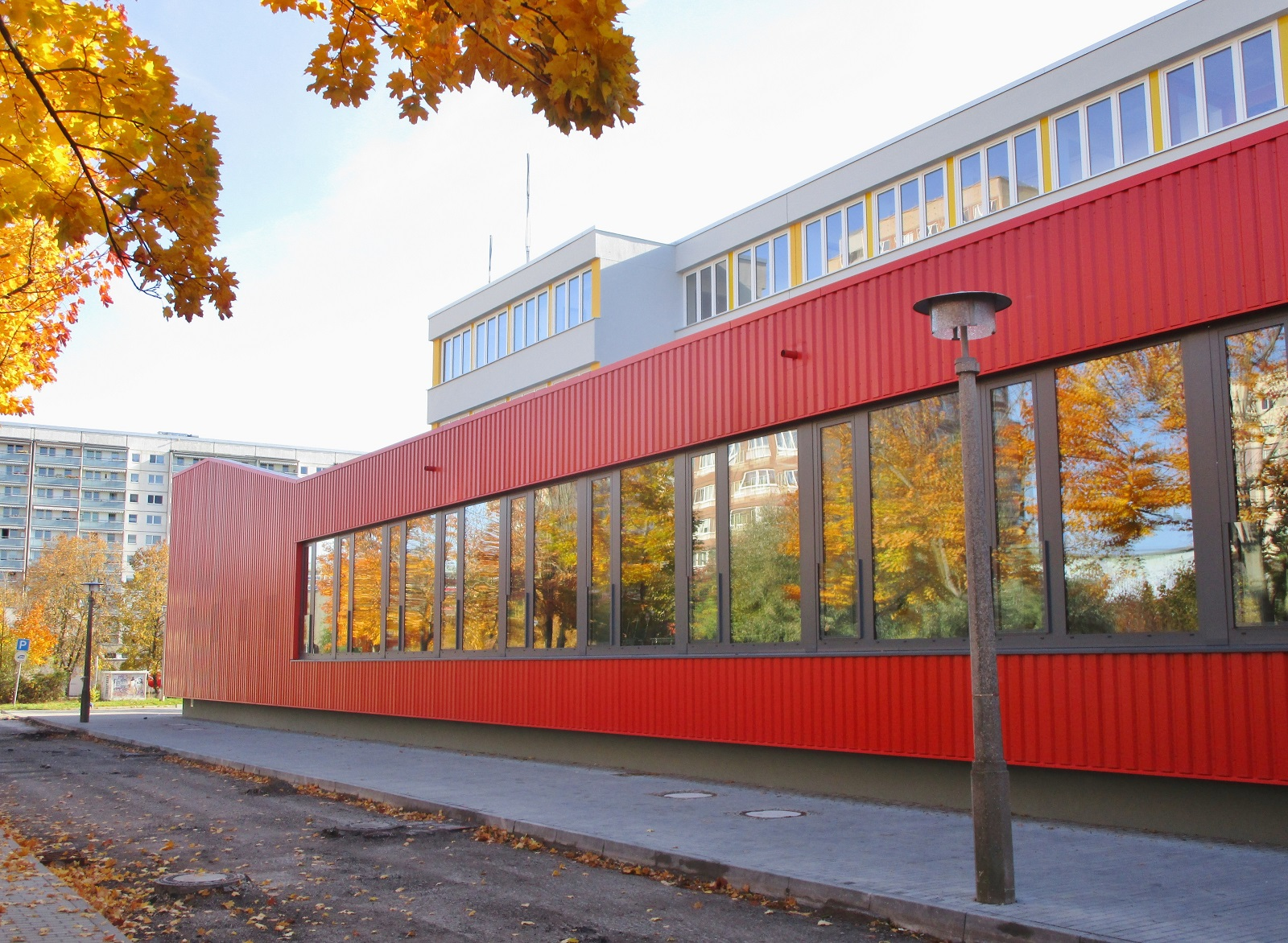
Lichtenberg-Gymnasium